# Pasteurella
Pasteurella es un género de bacterias Gram negativas, muy pequeñas y con forma de cocobacilos aunque tienden a ser un poco pleomórficas.  Estos microorganismos son inmóviles, aerobios o anaerobios facultativos, catalasa (+), oxidasa (+), capsulados, no esporulan, y son indol (+), algunas especies son hemolíticas (Pasteurella haemolyticum).
El hábitat de estos microorganismos puede ser el medio ambiente en general, pero más frecuentemente forman parte de la microbiota de la región nasofaríngea en distintas especies domésticas.
Los medios de cultivo para este género son el agar-sangre (donde da hemolítica) y agar-chocolate.
En el BHI da una característica especial, y es que esta colonia da colonias grises, mucoides y un olor característico.

## Especies importantes
- Pasteurella multocida

(No crece en Agar McConkey)
- Pasteurella haemolytucum

- Datos: Q2477372
- Multimedia: Pasteurella / Q2477372
- Especies: Pasteurella

NOTA: Pasteurella trehalosi, según el Manual de Bergy, ha pasado a formar parte del género Biberstinia, dentro del cual se encuadra B. trehalosi.